# 1765
Il 1765 (MDCCLXV in numeri romani) è un anno  del XVIII secolo.

## Eventi
- Eulero pubblica il Theoria motus corporum solidorum seu rigidorum.
- Il vescovo anglicano inglese Thomas Percy (1729-1811) raccolse molte ballate della letteratura inglese, tramandate sino ad allora oralmente, nel The Reliques of Ancient English Poetry.

## Nati

### Gennaio
- 2 gennaio - Charles Hatchett, chimico e mineralogista inglese († 1847)
- 2 gennaio - Richard Westall, pittore britannico († 1836)
- 3 gennaio - Susannah Darwin, nobildonna inglese († 1817)
- 3 gennaio - Nguyễn Du, poeta e scrittore vietnamita († 1820)
- 10 gennaio - Adolf Ribbing, militare svedese († 1843)
- 10 gennaio - Melchor de Talamantes, religioso messicano († 1809)
- 12 gennaio - Louis d'Andigné, generale e nobile francese († 1857)
- 19 gennaio - Antonio Luigi Del Buttero, intagliatore e pittore italiano († 1853)
- 21 gennaio - Tommaso Prelà, medico italiano († 1846)
- 25 gennaio - Thomas Thynne, II marchese di Bath, politico inglese († 1837)
- 30 gennaio - Emanuele Custo, vescovo cattolico italiano († 1829)

### Febbraio
- 8 febbraio - Joseph Eybler, compositore austriaco († 1846)
- 13 febbraio - Ramón Casaús y Torres, arcivescovo cattolico spagnolo († 1845)
- 15 febbraio - Marco Faustino Gagliuffi, umanista, poeta e latinista italiano († 1834)
- 17 febbraio - James Ivory, matematico e astronomo scozzese († 1842)
- 21 febbraio - Grigorij Aleksandrovič Demidov, nobile russo († 1827)
- 27 febbraio - Franz Kaisermann, pittore svizzero († 1833)

### Marzo
- 3 marzo - Francesco Alberi, pittore italiano († 1836)
- 4 marzo - Claire Lacombe, rivoluzionaria e attrice teatrale francese († 1826)
- 7 marzo - Joseph Nicéphore Niépce, fotografo francese († 1833)
- 18 marzo - David Hendrik Chassé, generale olandese († 1849)
- 25 marzo - Giuseppe Nicola Durini, politico e economista italiano († 1845)
- 25 marzo - Johann Gottfried Klinsky, architetto e scultore tedesco († 1828)
- 27 marzo - Franz von Baader, ingegnere, filosofo e medico tedesco († 1841)
- 31 marzo - Domenico Genovesi, arcivescovo cattolico italiano († 1835)

### Aprile
- 2 aprile - Ambroise-Polycarpe de La Rochefoucauld, politico e nobile francese († 1841)
- 4 aprile - Giuseppe Suriano, nobile, politico e patriota italiano († 1799)
- 6 aprile - Carlo Felice di Savoia, sovrano († 1831)
- 9 aprile - Antonio Nariño, politico colombiano († 1823)
- 14 aprile - Augusta Guglielmina d'Assia-Darmstadt, nobildonna († 1796)
- 14 aprile - Louis Gabriel Deniéport, militare francese († 1805)
- 16 aprile - Nikolaj Alekseevič Tučkov, generale russo († 1812)
- 26 aprile - Emma Hamilton, avventuriera inglese († 1815)
- 27 aprile - Johann von Thielmann, generale prussiano († 1824)
- 28 aprile - Sylvestre François Lacroix, matematico francese († 1843)

### Maggio
- 5 maggio - Giovanna Francesca di Hohenzollern-Sigmaringen, principessa († 1790)
- 12 maggio - Raimondo Guarini, storico, archeologo e epigrafista italiano († 1852)
- 13 maggio - Vieira Portuense, pittore portoghese († 1805)
- 15 maggio - Isidro González Velázquez, architetto spagnolo († 1829)
- 16 maggio - Giovanni Antonio Benvenuti, cardinale e vescovo cattolico italiano († 1838)
- 20 maggio - Giovan Battista Dell'Era, pittore italiano († 1799)
- 24 maggio - Elizabeth Sutherland, XIX contessa di Sutherland, nobildonna scozzese († 1839)
- 25 maggio - Nicolas Jacques Antoine Vestier, architetto italiano († 1816)

### Giugno
- 3 giugno - Friederike Brun, scrittrice danese († 1835)
- 6 giugno - Francesco Maria Zoppi, vescovo cattolico italiano († 1841)
- 8 giugno - Maximilien Joseph Hurtault, architetto francese († 1824)
- 12 giugno - Giovanni Battista Accusani, vescovo cattolico italiano († 1843)
- 15 giugno - Johann Gottlieb Friedrich von Bohnenberger, fisico e matematico tedesco († 1831)
- 15 giugno - Henry Thomas Colebrooke, filologo, orientalista e botanico britannico († 1837)
- 15 giugno - Domenico Del Frate, pittore italiano († 1821)

### Luglio
- 2 luglio - Emanuele Bellorado, arcivescovo cattolico italiano († 1833)
- 4 luglio - Pierre Dupont de l'Étang, generale e politico francese († 1840)
- 10 luglio - Benedetto Bono, politico e avvocato italiano († 1811)
- 14 luglio - Alessandro Berrettini, vescovo cattolico italiano († 1849)
- 14 luglio - Giacomo Filippo de Meester Hüyoel, generale e patriota italiano († 1852)
- 18 luglio - Johann Friedrich von Mohr, generale austriaco († 1847)
- 20 luglio - Alessandro Lazzerini, religioso italiano († 1836)
- 23 luglio - Francis Russell, V duca di Bedford, politico britannico († 1802)
- 27 luglio - Federica Elisabetta di Württemberg, principessa († 1785)
- 29 luglio - Jean-Baptiste Drouet d'Erlon, generale francese († 1844)

### Agosto
- 4 agosto - Domingo Matheu, imprenditore, marinaio e politico spagnolo († 1831)
- 6 agosto - Petros Mavromichalis, politico greco († 1848)
- 15 agosto - Antonio Meneghelli, storico, critico letterario e traduttore italiano († 1844)
- 15 agosto - James Stopford, III conte di Courtown, politico irlandese († 1835)
- 17 agosto - John Hope, IV conte di Hopetoun, generale britannico († 1823)
- 18 agosto - Luigi Aloisio di Hohenlohe-Waldenburg-Bartenstein, nobile e generale tedesco († 1829)
- 21 agosto - Aubrey Beauclerk, VI duca di St. Albans, politico britannico († 1815)
- 21 agosto - Guglielmo IV del Regno Unito, re inglese († 1837)
- 22 agosto - Carl Ludwig Willdenow, botanico, farmacista e micologo tedesco († 1812)
- 28 agosto - Charles de Broglie, presbitero francese († 1849)
- 29 agosto - Jean-Baptiste Cervoni, generale francese († 1809)

### Settembre
- 2 settembre - Barbara Ployer, pianista austriaca († 1811)
- 4 settembre - Roger de Damas, generale francese († 1823)
- 8 settembre - François XIII de La Rochefoucauld, nobile, militare e politico francese († 1848)
- 12 settembre - Philibert de Bruillard, vescovo cattolico francese († 1860)
- 14 settembre - Carl Friedrich Ernst Frommann, editore tedesco († 1837)
- 15 settembre - Manuel Maria Barbosa du Bocage, poeta portoghese († 1805)
- 18 settembre - Papa Gregorio XVI, papa, vescovo cattolico e cardinale italiano († 1846)
- 20 settembre - Louis Lepic, generale francese († 1827)
- 22 settembre - Michele Arcangelo Lupoli, arcivescovo cattolico, teologo e letterato italiano († 1834)
- 22 settembre - Paolo Ruffini, matematico e medico italiano († 1822)
- 26 settembre - Simon Heinrich Gondela, giurista tedesco († 1832)
- 27 settembre - Antoine-Philippe de La Trémoille, generale francese († 1794)
- 28 settembre - Federico Cristiano II di Schleswig-Holstein-Sonderburg-Augustenburg, principe danese († 1814)
- 29 settembre - Karl Ludwig Harding, astronomo tedesco († 1834)
- 30 settembre - José María Morelos y Pavón, presbitero e patriota messicano († 1815)

### Ottobre
- 4 ottobre - Franz Niklaus Zelger, condottiero e politico svizzero († 1821)
- 5 ottobre - Matteo Angelo Galdi, politico, giurista e pedagogo italiano († 1821)
- 8 ottobre - Harrison Gray Otis, imprenditore, avvocato e politico statunitense († 1848)
- 14 ottobre - Franciszek Borgiasz Mackiewicz, vescovo cattolico polacco († 1842)
- 17 ottobre - Henri-Jacques-Guillaume Clarke, politico e generale francese († 1818)
- 20 ottobre - Joachim Perinet, commediografo e attore teatrale austriaco († 1816)
- 22 ottobre - Carl Friedrich Kielmeyer, biologo e naturalista tedesco († 1844)
- 22 ottobre - Daniel Steibelt, pianista e compositore tedesco († 1823)
- 24 ottobre - Raffaele Mazio, cardinale italiano († 1832)
- 26 ottobre - Jakub Jan Ryba, compositore e insegnante ceco († 1815)
- 27 ottobre - Nancy Storace, soprano britannico († 1817)
- 31 ottobre - George Harry Grey, VI conte di Stamford, nobile britannico († 1845)

### Novembre
- 3 novembre - Vincenzo Comi, chimico, medico e politico italiano († 1835)
- 3 novembre - Augusto, IX duca di Croÿ, nobile e politico francese († 1822)
- 4 novembre - Pierre Simon Girard, ingegnere e fisico francese († 1836)
- 11 novembre - Andrea Michele Dall'Armi, imprenditore e banchiere italiano († 1842)
- 12 novembre - Louis de Folleville, politico e magistrato francese († 1842)
- 14 novembre - Robert Fulton, ingegnere statunitense († 1815)
- 17 novembre - Giovanni Battista Balbis, politico, medico e botanico italiano († 1831)
- 17 novembre - Étienne Jacques Joseph Alexandre Macdonald, generale francese († 1840)
- 20 novembre - Thomas Fremantle, ammiraglio e politico inglese († 1819)
- 21 novembre - Bernard Howard, XII duca di Norfolk, nobile inglese († 1842)
- 23 novembre - Thomas Attwood, compositore e organista inglese († 1838)
- 26 novembre - Christian von Ompteda, militare tedesco († 1815)
- 27 novembre - Bernard Sarrette, musicologo e militare francese († 1858)
- 27 novembre - Giovanna Antida Thouret, religiosa francese († 1826)

### Dicembre
- 8 dicembre - Friedrich Schlichtegroll, filologo, numismatico e giornalista tedesco († 1822)
- 8 dicembre - Eli Whitney, imprenditore, inventore e ingegnere statunitense († 1825)
- 10 dicembre - Jean Gabriel Marchand, generale francese († 1851)
- 12 dicembre - Nicola II Esterházy, principe († 1833)
- 17 dicembre - Grégoire Girard, pedagogista svizzero († 1850)
- 19 dicembre - Domenico Henares de Zafra Cubero, vescovo cattolico e santo spagnolo († 1838)
- 22 dicembre - Johann Friedrich Pfaff, matematico tedesco († 1825)
- 28 dicembre - Félix de Beaujour, politico e storico francese († 1836)
- 30 dicembre - Domingos Xavier de Lima, ammiraglio portoghese († 1802)

### Senza giorno specificato
- Alemdar Mustafa Pascià, militare e politico ottomano († 1808)
- Loreto Apruzzese, teologo e giurista italiano († 1833)
- Pëtr Ivanovič Bagration, generale russo († 1812)
- Thug Behram, serial killer indiano († 1840)
- Pierantonio Bondioli, medico italiano († 1808)
- Mary Bryant, criminale inglese
- Burdurlu Dervish Mehmed Pascià, politico ottomano († 1837)
- Virginio Cenci Bolognetti, V principe di Vicovaro, principe e politico italiano († 1837)
- Antonio Collalto, matematico italiano († 1820)
- Giovanni Carlo Cosenza, drammaturgo italiano († 1851)
- Giovanni Battista D'Oncieu de La Bàtie, militare italiano († 1847)
- Karl Daub, teologo e filosofo tedesco († 1836)
- Giovanni Battista Frulli, pittore italiano († 1837)
- Luigi Gabaleone di Salmour d'Andezeno, generale italiano († 1831)
- Benjamin Peter Gloxin, botanico e medico tedesco († 1794)
- Cyprian Godebski, poeta e scrittore polacco († 1809)
- Cristoforo Gopcevich, armatore austriaco
- Jippensha Ikku, scrittore giapponese († 1831)
- James Kempt, generale britannico († 1854)
- Ivan Kuskov, esploratore russo († 1823)
- Francesco Lodron, diplomatico austriaco († 1805)
- James Mackintosh, storico scozzese († 1832)
- Antonio Marsand, presbitero e critico letterario italiano († 1842)
- Stefano Ignazio Melchioni, ingegnere e architetto svizzero († 1837)
- Giacomo Minutoli, architetto e abate italiano († 1827)
- Natale Mussini, compositore italiano († 1837)
- Jakov Nenadović, politico e militare serbo († 1836)
- Giuseppe Perovani, pittore italiano († 1835)
- Anna Pieri Brignole Sale, nobile italiana († 1815)
- Stefano Ricci, scultore italiano († 1837)
- Deifebo Romagnoli, compositore italiano († 1813)
- Antoine Roux, pittore francese († 1835)
- James Smithson, mineralogista e chimico britannico († 1829)
- Joseph Strutt, politico e filantropo inglese († 1844)
- Nicola Tarino, architetto italiano († 1829)
- Pellegrino Turri, inventore italiano († 1828)
- Thanasis Vagias, politico e militare greco († 1834)
- Bernardo de Velasco, militare spagnolo († 1822)
- Zheng Yi, pirata cinese († 1807)
- Husayn III d'Algeri, politico ottomano († 1838)

## Morti

### Gennaio
- 1º gennaio - Michele Moncada, religioso italiano (n. 1701)
- 3 gennaio - Francesco Maria Schiaffino, scultore italiano (n. 1689)
- 6 gennaio - Giuseppe Antonini, geografo italiano (n. 1683)
- 6 gennaio - Giovanni Battista Caracciolo, vescovo cattolico, matematico e filosofo italiano (n. 1695)
- 8 gennaio - Charles Bertram, scrittore inglese (n. 1723)
- 8 gennaio - Lorenzo Gaetano Zavateri, compositore e violinista italiano (n. 1690)
- 12 gennaio - Johann Melchior Molter, compositore e violinista tedesco (n. 1696)
- 16 gennaio - Luigi di Hohenlohe-Langenburg, nobile tedesco (n. 1696)
- 22 gennaio - Zheng Xie, pittore cinese (n. 1693)

### Febbraio
- 4 febbraio - Jean-Jacques Blaise d'Abbadie, funzionario francese (n. 1726)
- 4 febbraio - Jean Baptiste Denisart, magistrato francese (n. 1713)
- 4 febbraio - Giacomo Gentili il Giovane, ceramista italiano (n. 1717)
- 5 febbraio - Philipp Josef von Orsini-Rosenberg, nobile, diplomatico e politico austriaco (n. 1691)
- 8 febbraio - Antonio Cugini, architetto italiano (n. 1677)
- 9 febbraio - Elisabetta de Gambarini, compositrice, organista e soprano inglese (n. 1731)
- 10 febbraio - Jean-Baptiste Deshays, pittore francese (n. 1729)
- 23 febbraio - Jean Girard, musicista francese (n. 1696)

### Marzo
- 3 marzo - William Stukeley, antiquario, medico e presbitero inglese (n. 1687)
- 11 marzo - Isaac Walraven, pittore olandese (n. 1686)
- 14 marzo - Francesco Saverio di Hohenzollern-Hechingen, generale e nobile tedesco (n. 1720)
- 17 marzo - Paolo Fontana, architetto italiano (n. 1696)
- 20 marzo - Paolo Rolli, poeta, librettista e letterato italiano (n. 1687)
- 21 marzo - Nicolas-Louis de Lacaille, astronomo francese (n. 1713)
- 31 marzo - Anna Constantia von Brockdorff, nobildonna tedesca (n. 1680)

### Aprile
- 5 aprile - Cornelio Caprara, cardinale italiano (n. 1703)
- 5 aprile - Edward Young, poeta britannico (n. 1683)
- 9 aprile - Maria Luisa d'Assia-Kassel, nobildonna (n. 1688)
- 15 aprile - Elisabetta Alessandrina di Borbone-Condé, nobile francese (n. 1705)
- 15 aprile - Michail Vasil'evič Lomonosov, scienziato e linguista russo (n. 1711)
- 20 aprile - Prospero Colonna di Sciarra, cardinale italiano (n. 1707)
- 22 aprile - Carlo Lodi, pittore italiano (n. 1701)

### Maggio
- 3 maggio - Paolo Maria Parrino, presbitero, letterato e storico italiano (n. 1711)
- 4 maggio - Heinrich Sigismund von der Heyde, generale prussiano (n. 1703)
- 17 maggio - Alexis Clairault, matematico e astronomo francese (n. 1713)
- 17 maggio - John Vardy, architetto inglese (n. 1718)
- 18 maggio - Vittorio Federico di Anhalt-Bernburg, principe tedesco (n. 1700)
- 31 maggio - Sante Lanucci, vescovo cattolico italiano (n. 1686)

### Giugno
- 6 giugno - Maria Carlotta Antonia di Schleswig-Holstein-Sonderburg-Wiesenburg, nobildonna tedesca (n. 1718)
- 13 giugno - Charles-François Panard, poeta e drammaturgo francese (n. 1689)
- 18 giugno - Ferenc Barkóczy, arcivescovo cattolico ungherese (n. 1710)
- 20 giugno - Andrew Rollo, V lord Rollo, generale e nobile britannico (n. 1703)
- 23 giugno - Aleksej Antropov, pittore russo (n. 1716)
- 29 giugno - François Barreau de Chefdeville, architetto francese (n. 1725)

### Luglio
- 15 luglio - Charles-André van Loo, pittore francese (n. 1705)
- 18 luglio - Filippo I di Parma, nobile spagnolo (n. 1720)
- 22 luglio - Carl Alexander Clerck, entomologo e aracnologo svedese (n. 1709)
- 23 luglio - Köse Bahir Mustafa Pascià, politico ottomano

### Agosto
- 18 agosto - Francesco I di Lorena, imperatore (n. 1708)
- 19 agosto - Axel Fredrik Cronstedt, chimico e mineralogista svedese (n. 1722)
- 30 agosto - Friedrich Wilhelm von Haugwitz, politico austriaco (n. 1702)

### Settembre
- 5 settembre - Anne-Claude-Philippe de Tubières, conte di Caylus, archeologo, pittore e antiquario francese (n. 1692)
- 10 settembre - Pietro Francesco Bussi, cardinale italiano (n. 1684)
- 10 settembre - Cesare Crescenzio de Angelis, vescovo cattolico italiano (n. 1705)
- 25 settembre - Richard Pococke, vescovo anglicano, viaggiatore e antropologo inglese (n. 1704)
- 26 settembre - Jean-Baptiste Bénard de la Harpe, esploratore francese (n. 1683)
- 28 settembre - Giampietro Zanotti, pittore, storico dell'arte e poeta italiano (n. 1674)

### Ottobre
- 6 ottobre - Giuseppe Candido Agudio, religioso e letterato italiano (n. 1698)
- 10 ottobre - Lionel Sackville, I duca di Dorset, politico inglese (n. 1688)
- 19 ottobre - Amalie von Wallmoden, nobildonna tedesca (n. 1704)
- 21 ottobre - Giovanni Paolo Pannini, pittore, architetto e scenografo italiano (n. 1691)
- 26 ottobre - Lajos Batthyány, politico ungherese (n. 1696)
- 27 ottobre - Théobald Michau, pittore e disegnatore fiammingo (n. 1676)
- 31 ottobre - Guglielmo, duca di Cumberland, generale britannico (n. 1721)
- 31 ottobre - Olivio Sozzi, pittore italiano (n. 1690)

### Novembre
- 9 novembre - Bartolomeo Gradenigo, arcivescovo cattolico italiano
- 13 novembre - Sofia Dorotea di Prussia, principessa prussiana (n. 1719)
- 19 novembre - Giammaria Mazzuchelli, letterato, bibliografo e storico della letteratura italiano (n. 1707)
- 27 novembre - Odoardo Corsini, religioso, matematico e filosofo italiano (n. 1702)
- 29 novembre - Anselmo Lurago, architetto italiano (n. 1701)

### Dicembre
- 1º dicembre - Jean-Baptiste-Louis Crevier, letterato e storico francese (n. 1693)
- 20 dicembre - Luigi Ferdinando di Borbone-Francia, principe francese (n. 1729)
- 25 dicembre - Václav Prokop Diviš, presbitero, teologo e scienziato ceco (n. 1698)
- 25 dicembre - Antonio Tonelli, compositore e violoncellista italiano (n. 1686)
- 29 dicembre - Federico Guglielmo di Hannover, principe inglese (n. 1750)
- 29 dicembre - Jean Baptiste Ladvocat, abate francese (n. 1709)

### Senza giorno specificato
- Giovanni Ambrogio Bertrandi, anatomista italiano (n. 1723)
- Joseph Broussard, patriota canadese (n. 1702)
- Martino Buonocore, ingegnere, architetto e decoratore italiano (n. 1680)
- Alessandro Calegari, scultore italiano (n. 1699)
- Pietro Chiarini, compositore italiano
- Nicola Coleti, storico e presbitero italiano (n. 1680)
- Antoine Joseph Dezallier d'Argenville, naturalista francese (n. 1680)
- Johann Lorenz Gasser, anatomista austriaco (n. 1723)
- Ayagawa Gorōji, lottatore di sumo giapponese (n. 1703)
- Ercole Graziani, pittore italiano (n. 1688)
- Sybilla Gronamann, soprano tedesco (n. 1720)
- Pietro Guarienti, pittore e storico dell'arte italiano
- Gottfried Hensel, linguista tedesco (n. 1687)
- James MacArdell, incisore irlandese (n. 1729)
- Orazio Pollarolo iuniore, compositore e organista italiano
- Joannes Hyacinth Rottenburgh, belga (n. 1672)
- Sergej Vasil'evič Saltykov, diplomatico russo (n. 1726)
- Vincenzo Sinatra, architetto italiano (n. 1707)
- René-Josué Valin, giurista francese (n. 1695)
- Muhammad ibn Sa'ud, emiro saudita (n. 1687)

## Calendario
| Calendario 1765 | Calendario 1765 | Calendario 1765 | Calendario 1765 | Calendario 1765 | Calendario 1765 | Calendario 1765 | Calendario 1765 | Calendario 1765 | Calendario 1765 | Calendario 1765 | Calendario 1765 | Calendario 1765 | Calendario 1765 | Calendario 1765 | Calendario 1765 | Calendario 1765 | Calendario 1765 | Calendario 1765 | Calendario 1765 | Calendario 1765 | Calendario 1765 | Calendario 1765 | Calendario 1765 | Calendario 1765 | Calendario 1765 | Calendario 1765 | Calendario 1765 | Calendario 1765 | Calendario 1765 | Calendario 1765 | Calendario 1765 | Calendario 1765 |
| --------------- | --------------- | --------------- | --------------- | --------------- | --------------- | --------------- | --------------- | --------------- | --------------- | --------------- | --------------- | --------------- | --------------- | --------------- | --------------- | --------------- | --------------- | --------------- | --------------- | --------------- | --------------- | --------------- | --------------- | --------------- | --------------- | --------------- | --------------- | --------------- | --------------- | --------------- | --------------- | --------------- |
|                 | 1               | 2               | 3               | 4               | 5               | 6               | 7               | 8               | 9               | 10              | 11              | 12              | 13              | 14              | 15              | 16              | 17              | 18              | 19              | 20              | 21              | 22              | 23              | 24              | 25              | 26              | 27              | 28              | 29              | 30              | 31              |                 |
| Gennaio         | Ma              | Me              | Gi              | Ve              | Sa              | Do              | Lu              | Ma              | Me              | Gi              | Ve              | Sa              | Do              | Lu              | Ma              | Me              | Gi              | Ve              | Sa              | Do              | Lu              | Ma              | Me              | Gi              | Ve              | Sa              | Do              | Lu              | Ma              | Me              | Gi              |                 |
| Febbraio        | Ve              | Sa              | Do              | Lu              | Ma              | Me              | Gi              | Ve              | Sa              | Do              | Lu              | Ma              | Me              | Gi              | Ve              | Sa              | Do              | Lu              | Ma              | Me              | Gi              | Ve              | Sa              | Do              | Lu              | Ma              | Me              | Gi              |                 |                 |                 |                 |
| Marzo           | Ve              | Sa              | Do              | Lu              | Ma              | Me              | Gi              | Ve              | Sa              | Do              | Lu              | Ma              | Me              | Gi              | Ve              | Sa              | Do              | Lu              | Ma              | Me              | Gi              | Ve              | Sa              | Do              | Lu              | Ma              | Me              | Gi              | Ve              | Sa              | Do              |                 |
| Aprile          | Lu              | Ma              | Me              | Gi              | Ve              | Sa              | Do              | Lu              | Ma              | Me              | Gi              | Ve              | Sa              | Do              | Lu              | Ma              | Me              | Gi              | Ve              | Sa              | Do              | Lu              | Ma              | Me              | Gi              | Ve              | Sa              | Do              | Lu              | Ma              |                 |                 |
| Maggio          | Me              | Gi              | Ve              | Sa              | Do              | Lu              | Ma              | Me              | Gi              | Ve              | Sa              | Do              | Lu              | Ma              | Me              | Gi              | Ve              | Sa              | Do              | Lu              | Ma              | Me              | Gi              | Ve              | Sa              | Do              | Lu              | Ma              | Me              | Gi              | Ve              |                 |
| Giugno          | Sa              | Do              | Lu              | Ma              | Me              | Gi              | Ve              | Sa              | Do              | Lu              | Ma              | Me              | Gi              | Ve              | Sa              | Do              | Lu              | Ma              | Me              | Gi              | Ve              | Sa              | Do              | Lu              | Ma              | Me              | Gi              | Ve              | Sa              | Do              |                 |                 |
| Luglio          | Lu              | Ma              | Me              | Gi              | Ve              | Sa              | Do              | Lu              | Ma              | Me              | Gi              | Ve              | Sa              | Do              | Lu              | Ma              | Me              | Gi              | Ve              | Sa              | Do              | Lu              | Ma              | Me              | Gi              | Ve              | Sa              | Do              | Lu              | Ma              | Me              |                 |
| Agosto          | Gi              | Ve              | Sa              | Do              | Lu              | Ma              | Me              | Gi              | Ve              | Sa              | Do              | Lu              | Ma              | Me              | Gi              | Ve              | Sa              | Do              | Lu              | Ma              | Me              | Gi              | Ve              | Sa              | Do              | Lu              | Ma              | Me              | Gi              | Ve              | Sa              |                 |
| Settembre       | Do              | Lu              | Ma              | Me              | Gi              | Ve              | Sa              | Do              | Lu              | Ma              | Me              | Gi              | Ve              | Sa              | Do              | Lu              | Ma              | Me              | Gi              | Ve              | Sa              | Do              | Lu              | Ma              | Me              | Gi              | Ve              | Sa              | Do              | Lu              |                 |                 |
| Ottobre         | Ma              | Me              | Gi              | Ve              | Sa              | Do              | Lu              | Ma              | Me              | Gi              | Ve              | Sa              | Do              | Lu              | Ma              | Me              | Gi              | Ve              | Sa              | Do              | Lu              | Ma              | Me              | Gi              | Ve              | Sa              | Do              | Lu              | Ma              | Me              | Gi              |                 |
| Novembre        | Ve              | Sa              | Do              | Lu              | Ma              | Me              | Gi              | Ve              | Sa              | Do              | Lu              | Ma              | Me              | Gi              | Ve              | Sa              | Do              | Lu              | Ma              | Me              | Gi              | Ve              | Sa              | Do              | Lu              | Ma              | Me              | Gi              | Ve              | Sa              |                 |                 |
| Dicembre        | Do              | Lu              | Ma              | Me              | Gi              | Ve              | Sa              | Do              | Lu              | Ma              | Me              | Gi              | Ve              | Sa              | Do              | Lu              | Ma              | Me              | Gi              | Ve              | Sa              | Do              | Lu              | Ma              | Me              | Gi              | Ve              | Sa              | Do              | Lu              | Ma              |                 |